# Facia Boyenoh Harris
Pour les articles homonymes, voir Harris.
Facia Boyenoh Harris est une journaliste du Liberia et une militante des droits des femmes, annoncée par le département d'État des États-Unis parmi les lauréates du prix international de la femme de courage en 2022.

## Biographie
Facia Harris a effectué des études supérieures en gestion du secteur public à l'université Cuttington au Liberia, en sociologie à l'African Methodist Episcopal University, toujours au Liberia, ainsi qu’en journalisme et en conseil psychosocial.
Elle a une quinzaine d’années d'expérience en tant que journaliste spécialisée dans les questions de droits de l'homme, en particulier celles qui concernent les femmes. Elle a travaillé aussi pour la station de radio de la Mission des Nations unies au Liberia. En parallèle, elle a aussi une expérience pratique en tant que bénévole sur les questions de genre avec la Paramount Young Women Initiative, qu'elle a cofondé, militant notamment pour la protection des filles d'âge scolaire face au harcèlement sexuel, et pour leur donner davantage d'opportunités en matière d'éducation,,. Elle est intervenue également dans l'organisation de groupes de défense des femmes ou sur des questions aussi différentes que la participation politique, l'assainissement et le viol. Son action militante a débuté dans le sillage de deux guerres civiles brutales au Liberia, où le viol, les mutilations génitales féminines et le harcèlement sexuel ont menacé des femmes de tous âges. Elle est devenue ensuite directrice de l'information et de la sensibilisation à la Commission indépendante de l'information, qui met en œuvre la loi sur la liberté d'information du pays.
Elle a été un moment candidate, en 2019 à la présidence du PUL (Press Union of Liberia), un syndicat indépendant de journalistes défendant la liberté de la presse et la protection juridique des journalistes, mais a dû renoncer,. Elle s'est vue remettre en mars 2022, par le département d'État des États-Unis, le prix international de la femme de courage en 2022.